# Cancroidea
Cancroidea is een superfamilie van krabben en omvat de volgende families:
- Atelecyclidae (Ortmann, 1893)
- Cancridae (Latreille, 1802)

## Referentie
- Sammy De Grave, N. Dean Pentcheff, Shane T. Ahyong et al. (2009). "A classification of living and fossil genera of decapod crustaceans". Raffles Bulletin of Zoology Suppl. 21: 1–109.